# King (singel Years & Years)
King – singel angielskiego zespołu Years & Years, wydany 27 lutego 2015 roku nakładem wytwórni fonograficznej Polydor Records. Utwór został wydany jako czwarty singel promujący album Communion. Piosenka dotarła na szczyt brytyjskiego notowania UK Singles Chart z łączną sprzedażą 101,000 egzemplarzy, dając tym samym pierwszy numer jeden zespołu w Wielkiej Brytanii. "King" odniósł sukces w kilku krajach europejskich plasując się w top 10 w Bułgarii, Niemczech, Irlandii i Holandii.

## Track lista i formaty singla
- Digital download[1]

1. "King" – 3:34

- Digital download – Remixes[2]

1. "King" (The Magician Remix) – 4:00
2. "King" (TCTS Remix) – 3:45
3. "King" (Oceaán Remix) – 3:25

## Notowania i certyfikaty
| Lista (2015)                                   | Najwyższa pozycja |
| ---------------------------------------------- | ----------------- |
| Australia (ARIA Charts)                        | 9                 |
| Austria (Ö3 Austria Top 40)                    | 8                 |
| Belgia (Ultratop 50 Flandria)                  | 11                |
| Belgia (Ultratop 50 Walonia)                   | 17                |
| Brazylia (Hot 100 Airplay)                     | 4                 |
| Bułgaria (IFPI)                                | 1                 |
| Chorwacja (ARC 100)                            | 1                 |
| Czechy (Singles Digitál Top 100)               | 16                |
| Dania (Tracklisten)                            | 6                 |
| Finlandia (Suomen virallinen lista)            | 14                |
| Francja (SNEP)                                 | 40                |
| Hiszpania (PROMUSICAE)                         | 27                |
| Holandia (MegaCharts)                          | 3                 |
| Irlandia (IRMA)                                | 3                 |
| Japonia (Japan Hot 100)                        | 88                |
| Niemcy (Media Control Charts)                  | 9                 |
| Norwegia (VG-lista)                            | 15                |
| Nowa Zelandia (NZ Top 40 Singles)              | 18                |
| Polska (AirPlay – Top)                         | 2                 |
| Słowacja (Rádio Top 100)                       | 1                 |
| Słowacja (Singles Digitál Top 100)             | 14                |
| Szkocja (The Official Charts Company)          | 1                 |
| Szwajcaria (Schweizer Hitparade)               | 9                 |
| Szwecja (Sverigetopplistan)                    | 26                |
| Wielka Brytania (UK Singles Chart)             | 1                 |
| Włochy (FIMI)                                  | 21                |
| Węgry (Mahasz)                                 | 25                |
| Stany Zjednoczone (Top 40 Mainstream)          | 4                 |
| Stany Zjednoczone (Hot Dance/Electronic Songs) | 37                |

| Kraj                  | Certyfikat         | Sprzedaż |
| --------------------- | ------------------ | -------- |
| Australia (ARIA)      | platynowa płyta    | 70 000+  |
| Niemcy (BVMI)         | złota płyta        | 200 000+ |
| Nowa Zelandia (RIANZ) | złota płyta        | 7 500+   |
| Polska (ZPAV)         | 3x platynowa płyta | 60 000+  |
| Wielka Brytania (BPI) | platynowa płyta    | 600 000+ |
| Włochy (FIMI)         | platynowa płyta    | 50 000+  |

## Historia wydania
| Kraj              | Data             | Format           | Wytwórnia                                 |
| ----------------- | ---------------- | ---------------- | ----------------------------------------- |
| Irlandia          | 27 lutego 2015   | Digital download | Polydor Records                           |
| Wielka Brytania   | 1 marca 2015     | Digital download | Polydor Records                           |
| Australia         | 1 marca 2015     | Digital download | Polydor Records                           |
| Stany Zjednoczone | 21 kwietnia 2015 | Mainstream radio | - Cherrytree Records - Interscope Records |